# Androclos
Androclos (en grec ancien Ἄνδροκλος / Ándroklos) est le fondateur mythique de la cité d'Éphèse, en Asie mineure.
Fils du roi athénien Codros, il est envoyé avec ses frères conquérir l'Ionie. Il  chasse les Lélèges et les Cariens de la région d'Éphèse où ils étaient établis et conquiert également l'île de Samos.
Selon un oracle, les colons doivent fonder leur future cité à l'emplacement indiqué par un sanglier et un poisson. La prédiction se réalise quand, au cours de la préparation d'un dîner, un poisson s'échappe du plat de cuisson, entraînant avec lui des braises qui mettent le feu à un buisson. Du bosquet sort un sanglier, aussitôt tué par Androclos, qui fonde ensuite la ville d'Éphèse à cet endroit. Androclos étant le chef de l'expédition ionienne, Éphèse jouit ensuite de la primauté parmi les douze cités de la Confédération ionienne, fondées par des fils illégitimes de Codros.